# Tyf drůbeže
Tyf drůbeže je septické onemocnění dospívající a dospělé domácí hrabavé drůbeže vyvolávané bakterií Salmonella gallinarum, s akutním nebo chronickým průběhem. Přímé ztráty úhynem závisejí na virulenci původce. Tyf se primárně vyskytuje u kura domácího a krůt, výjimečně také u kachen, bažantů, pávů, perliček a jiných ptáků. Onemocnění je celosvětově rozšířené, ale vzhledem k národním eradikačním programům je četnost výskytu nízká.

## Historie a výskyt
První výskyt onemocnění, považovaného nejdříve za choleru, byl zaznamenán v Anglii v roce 1888 v rodičovském chovu kura masného typu. Klein  označil onemocnění jako "infekční enteritidu" a na základě morfologických a biologických vlastností izolovaných bakterií vyloučil choleru a původce nazval Bacillus gallinarum. Krátce nato byla podobná nemoc pozorována u pernaté zvěře a bažantů. Moore  ve Virginii považoval nemoc za "infekční leukémii" a původce nazval Bacillus sanguinarium. Podobné onemocnění bylo postupně zjišťováno v řadě dalších zemí. Označení "tyf drůbeže" poprvé použil Curtice.
Ve většině zemí s vyspělým drůbežnictvím byl tyf drůbeže téměř eradikován. Ojedinělé výskyty jsou ale zaznamenávány v Mexiku, ve Střední a Jižní Americe, v Africe a Indii.
Bakterie S. gallinarum může být v ojedinělých případech izolována u lidí. V USA v průběhu let 1975-87 bylo zaznamenáno 7 případů. Zdravotní význam pro člověka je ale minimální.

## Vznik a šíření nemoci (epizootologie)

### Hostitel
První výskyty nemoci byly zaznamenány u kura domácího, tetřívka a bažantů. Další přirozené výskyty tyfu byly pozorovány u krůt, perliček, pávů, kachňat, křepelek a papoušků, infekce pak také u labutí, vrabců, hrdliček a pštrosů. Za odolné k onemocnění jsou považovány husy a holubi; názory na možnost klinického onemocnění dospělých kachen se různí.
Tyf drůbeže je zpravidla považován za onemocnění dospělých ptáků, může se ale vyskytnout i u mladých a rostoucích kuřat i krůťat. Podobně jako u pulorové nákazy mohou ztráty začínat již po vylíhnutí, ale na rozdíl od ní pokračují i do dospělosti. Pitevní nález u kuřat je v tomto případě shodný s nálezem u pulorové nákazy.

### Patogeneze
Při akutním průběhu tyfu dochází působením endotoxinu k destrukci erytrocytů v retikulo-endoteliálním systému (RES), což má za následek pokles cirkulujících erytrocytů (> 70 %) a úhyn na hemolytickou anémií. Molekulární faktory patogenity zahrnují plasmidy odpovědné za virulenci a faktory virulence, jako jsou gen virulence plasmidu, gen invazivnosti a gen fimbrií.

## Projevy nemoci (symptomatologie)

### Klinika
Onemocnění postihuje častěji rostoucí a dospělé krůty a kura, ale v případě transovariální infekce mohou být postižena i mláďata. Průběh může být akutní, subakutní nebo chronický. Morbidita i mortalita značně kolísají, podle průběhu nemoci; v průměru se pohybují mezi 10-50 % ale i více. Inkubační doba závisí na virulenci původce, v terénu se zpravidla pohybuje kolem 4-5 dní; klinické onemocnění trvá přibližně stejnou dobu, úhyny ale mohou přetrvávat 2-3 týdny i déle. Časté jsou recidivy.
Vertikálně infikovaná mláďata (kuřata, krůťata) mohou hynout již během inkubace, při líhnutí nebo krátce po vylíhnutí. Jsou ospalá, netečná, bez zájmu o krmivo, peří mají načepýřené a kolem kloaky znečištěné bělavým pastovým průjmem (nadměrné množství kyseliny močové). V případě postižení plic se vyskytují dýchací potíže.
Akutní výskyt nemoci u rostoucí a dospělé drůbeže je charakterizován náhlým poklesem příjmu krmiva. Ptáci jsou neteční, žízniví, straní se ostatních, mají načepýřené peří, zelený nebo žlutozelený průjem, kůže na hlavě je bledá, hřebínek bývá skleslý a svraštělý. Tělesná teplota bývá zvýšena o 1-3 °C až do doby krátce před úhynem. K úhynům dochází zpravidla za 4-10 dní po infekci. Mortalita v hejnu může být zvýšena i při subklinickém průběhu. U nosnic ve snášce dochází k poklesu vaječné produkce. Překonáním akutní nebo subakutní fáze nemoci se ptáci stávají chronicky nemocnými, případně i bacilonosiči.
Pitevní nález je podobný jako při pulorové nákaze.

### Imunita
Význam aglutinačních protilátek a jejich vliv na průběh tyfu podobně jako u pulorové nákazy není dostatečně znám. Je pravděpodobné, že imunita k S. pullorum i S. gallinarum nezávisí na mechanismech humorální imunity, ale spíše na buňkami zprostředkované imunitě. Barrow et al. se domnívají, že schopnost salmonel přežívat a multiplikovat se ve viscerálních orgánech (zejména v játrech a slezině) je ovlivňována dosud neznámým způsobem, pravděpodobně retikuloendoteliálním systémem hostitele.

## Diagnostika
Předběžnou diagnózu lze vyslovit na základě anamnestických údajů, klinických příznaků a pitevního vyšetření, ale rozhodující je izolace a identifikace S. gallinarum. Význam sérologického vyšetření je limitován opožděným vznikem aglutinačních protilátek (3-10 i více dní po infekci) a možnými křížovými reakcemi s jinými salmonelami patřícími do skupiny D. Způsoby diagnostiky a diferenciální diagnostika jsou obdobné jako u pulorové nákazy.

## Terapie a prevence
Léčebné ošetření zvířat postižených S. gallinarum i preventivní opatření zabraňující zavlečení infekce do chovu a jeho dalšímu šíření jsou stejné jako u pulorové nákazy.